# Monestir trapenc de Santa Maria Mare de l'Església
El Monestir de Santa Maria Mare de l'Església és un monestir trapenc construït a Palaçoulo (Portugal) a finals de la dècada del 2010. Va ser el primer monestir construït a Portugal des del 1892. Les primeres monges que hi van residir procedien del monestir italià de Nostra Signora di San Giuseppe en Vitorchiano que amb 78 monges havia assolit el màxim de la seva capacitat.

## Història
L'acord inicial va ser entre el bisbe de Bragança-Miranda, José Cordeiro, i la superiora de Vitorchiano consistent en que el monestir italià portaria deu monges i el poble hauria d'aconseguir almenys 30 hectàrees de terrenys per fer la construcció, pressupostada en sis milions d'euros. Les obres per construir el convent i l'hostatgeria van començat el 2016 després que vint-i-cinc famílies del municipi fessin donació dels terrenys. L'alcalde del poble esperava que el nou convent suposés una reactivació del turisme.
Durant les obres de construcció la mare superiora Guizy, de 56 anys, juntament amb nou germanes escollides per les seves aptituds especialitzades en el cant, l'agricultura, la cuina o la gestió, es van desplaçar a viure a la zona i van aprendre portuguès. L'orde religiosa a la que pertanyen els exigeix ser autosuficients amb la feina de les monges. Per això a les deu primeres se n'afegiran 30 més per garantir la producció agrícola i avícola i la fabricació pastisseria. La capacitat del convent serà d'unes 40 monges. La previsió d'inici de funcionament del complex era per l'octubre del 2020.